# Barbara Drossel
Barbara Drossel (* 4. September 1963 in Köln) ist eine deutsche Physikerin. Seit 2002 ist sie Professorin für Theoretische Physik an der Technischen Universität Darmstadt.

## Leben
Sie studierte Physik an der Technischen Universität München. Dort absolvierte sie in der Arbeitsgruppe von Franz Schwabl ihre Diplom- (1989) und Doktorarbeit über Strukturbildung in offenen Systemen am Beispiel eines Waldbrandmodells (1993). Es folgten mehrere Postdoc-Aufenthalte am Massachusetts Institute of Technology in den USA, an der Universität von Manchester in England und der Universität von Tel Aviv. Nachdem sie 1999 über Skalenverhalten in Systemen mit Unordnung und in Nichtgleichgewichtssystemen habilitierte, ist sie seit Februar 2002 Professorin für theoretische Physik des Instituts für Festkörperphysik an der TU Darmstadt.

## Wissenschaftliche Arbeit
In mehr als 130 Artikeln beschäftigt sie sich mit dem Fachgebiet Theorie komplexer Systeme. Sie ist Sprecherin der 2012 eingerichteten DFG-Forschergruppe „Netzwerke auf Netzwerken: Zusammenspiel von Struktur und Dynamik in ausgedehnten ökologischen Netzwerken“.

## Andere Aktivitäten
Barbara Drossel beschäftigt sich ferner mit religiösen Themen wie der Vereinbarkeit von Glaube und Wissenschaft. Dazu veröffentlichte sie folgende Werke:
- Welche Tugenden braucht ein guter Wissenschaftler? Reflexionen zwischen Glaube und Naturwissenschaften. Evangelische Akademie Baden, Karlsruhe 2012, ISBN 978-3-89674-570-5.
- Und Augustinus traute dem Verstand: Warum Naturwissenschaft und Glaube keine Gegensätze sind. Brunnen-Verlag, Gießen, Basel 2013, ISBN 978-3-7655-2007-5.
- Naturwissenschaftler reden von Gott. Brunnen-Verlag, Gießen 2016, ISBN 978-3-7655-2046-4.

Seit Herbst 2020 betreibt Drossel einen Blog, auf dem sie ihren Standpunkt zum Themenfeld „Glaube & Wissenschaft“ in verschiedenen Beiträgen diskutiert.

## Auszeichnungen
- 2011: Bad Herrenalber Akademiepreis der Evangelischen Akademie Baden e.V